# Sint-Norbertuskerk (Gennep)
De Sint-Norbertuskerk te Gennep is een rooms-katholieke kerk die centraal gelegen is in de woonwijk Gennep-Zuid. Het gebouw is gelegen aan het Norbertplein, waaraan tevens de pastorie en het buurthuis ‘Vanons’ liggen. Het silhouet van de kerk is een architectonische afsluiting van het plein.
De kerk is gewijd aan de heilige Norbertus, die in Gennep werd geboren.

## Voorgeschiedenis
Vanaf 1970 waren er plannen om een eigen parochie te stichten in Gennep-Zuid, dat destijds tot de parochie Sint Martinus behoorde. Vanaf 1973 werden er reeds in de kantine van de Norbert-mavo weekenddiensten gehouden. Een klaslokaal zou later als dagkapel gaan fungeren. Grote drijfveer achter de oprichting was een pater van de Passionisten, R. Celie.
Toen in 1979 de gemeente Gennep een uitbreiding plande in het gebied, ontstond het potentieel om een eigen parochie op te richten. Het bisdom Roermond gaf hiertoe toestemming, zodat op 24 juni 1980 de Sint-Norbertusparochie werd gesticht.

## De kerk
De eerste steen van de kerk werd gelegd op 8 september 1985. Hulpbisschop Castermans wijdde de kerk op 15 juni 1986. Kort erna werd begonnen met de bouw van het naastgelegen buurthuis. Protesten van het kerkbestuur en het architectenbureau dat de architectonische eenheid verbroken werd liepen op niets uit.
De hoofdingang van de kerk wordt gevormd door een dubbele glazen deur, voorzien van een plat dak. Rechts van deze ingang heeft men toegang tot een vergaderruimte. Links ervan bevindt zich de Mariakapel. Naast deze kapel is de sacristie gelegen. Tegen de sacristie en het priesterkoor ligt de doopkapel. Het doopvont is van de hand van Pieter Snijders en heeft aan de voorzijde een afbeelding van de Goede Herder. Aan de achterzijde van de vont heeft Snijders de lettercombinaties JNG (Jacques en Nelly Goossens), RC (Richard Celie) en PS (Pieter Snijders) aangebracht, evenals het jaartal 1981, waarin het doopvont werd opgeleverd.
De kerkzaal is hoger gelegen dan de andere ruimtes. Het schip heeft zowel een breed als een smal stuk, die van elkaar gescheiden kunnen worden door een zwarthouten vouwwand. Het priesterkoor is twee treden hoger dan de vloer van het schip, waar het gepolijst granieten altaar centraal staat. Tegen de achterwand staat het tabernakel op een sokkel.
Het unit-orgel werd in 1954 door Verschueren Orgelbouw uit Heythuysen voor het missiehuis in Arcen gebouwd en werd in 1986 in de kerk geplaatst.